# Luca Gotti
Luca Gotti (Adria, Véneto, Italia; 13 de septiembre de 1967) es un exfutbolista y entrenador italiano. Actualmente está sin club.

## Trayectoria
Gotti, exfutbolista amateur, comenzó su carrera de entrenador en las inferiores del AC Milan en 1998. En 1999 tomó su primer cargo como primer entrenador, el Montebelluna de la Promozione. Dirigió al Pievigina y el Bassano antes de llegar a la Reggina como entrenador de juveniles.
Para comienzos de la temporada 2019-20, Gotti aceptó la oferta de Igor Tudor para dirigir al Udinese como segundo entrenador. El 1 de noviembre de 2019, fue nombrado entrenador interino del club y ganó 3-1 al Genoa en su primer encuentro de Serie A. A pesar de eso, Gotti no expresó sus intenciones de ser entrenador permanentemente. Fue despedido el 7 de diciembre de 2021, tras lograr 3 victorias en 16 partidos.
El 1 de julio de 2022 fue anunciado como nuevo entrenador del Spezia, en sustitución de Thiago Motta. Fue relevado de sus funciones el 15 de febrero de 2023.
En marzo de 2024, fue oficializado como entrenador del Lecce hasta el final de la temporada.Luego de salvar al club en la última jornada, renovó su contrato hasta el junio de 2026.Sin embargo, el 9 de noviembre de 2024, fue despedido de su cargo después de una serie de malos resultados.

## Clubes

### Como jugador
| Club        | País   | Año       |
| ----------- | ------ | --------- |
| Contarina   | Italia | 1986-1991 |
| SS San Donà | Italia | 1991-1995 |
| Caerano     | Italia | 1995-1998 |

### Como entrenador
| Club                | País   | Año       | PJ  | PG  | PE  | PP  | Efectividad |
| ------------------- | ------ | --------- | --- | --- | --- | --- | ----------- |
| Calcio Montebelluna | Italia | 1999-2000 | 30  | 5   | 8   | 17  | 25.56%      |
| Pievigina           | Italia | 2000-2001 | 44  | 17  | 18  | 9   | 52.27%      |
| Bassano Virtus      | Italia | 2001-2004 | 114 | 50  | 35  | 29  | 54.09%      |
| Italia sub-17       | Italia | 2006-2008 | 26  | 11  | 6   | 9   | 50%         |
| Treviso             | Italia | 2008-2009 | 39  | 7   | 15  | 17  | 30.77%      |
| Treviso             | Italia | 2009      | 11  | 2   | 2   | 7   | 24.24%      |
| Triestina           | Italia | 2009      | 10  | 4   | 2   | 4   | 46.67%      |
| Udinese             | Italia | 2019-2021 | 87  | 25  | 25  | 37  | 37.45%      |
| Spezia              | Italia | 2022-2023 | 25  | 6   | 7   | 12  | 33.33%      |
| Lecce               | Italia | 2024      | 24  | 6   | 7   | 11  | 34.72%      |
| Total               | Total  | Total     | 410 | 133 | 125 | 152 | 42.6%       |